# Lago de Beyşehir
El lago de Beyşehir (en turco: Beyşehir Gölü) es un gran lago de agua dulce en las provincias de Isparta y Konya, al suroeste de Turquía. Tiene un área de 650.00 km² y tiene 45 km de longitud y 25 km de ancho. El nivel de las aguas varía con frecuencia. Sus aguas son utilizadas para riego. Tiene unas pocas islas interiores. Beyşehir es también un importante lugar de nidificación de diversas especies de pájaros.